# Pamplona (Norte de Santander)
Pamplona est une municipalité située dans le département de Norte de Santander en Colombie.

## Démographie
Selon les données récoltées par le DANE lors du recensement de la population colombienne en 2005, Pamplona compte une population de 52 903 habitants. En 2018, le DANE en recense 50 025.

## Liste des maires
- 2020 - 2023 : Humberto Pisciotti Quintero